# Vladimír Štěpán
Vladimír Štěpán (Šumperk, 25 de diciembre de 1995) es un deportista checos que compite en tiro, en la modalidad de tiro al plato. En los Juegos Europeos de Cracovia 2023 consiguió una medalla de plata en la prueba de foso.

## Palmarés internacional
| Juegos Europeos | Juegos Europeos    | Juegos Europeos  | Juegos Europeos |
| Año             | Lugar              | Medalla          | Prueba          |
| --------------- | ------------------ | ---------------- | --------------- |
| 2023            | Cracovia (Polonia) | Medalla de plata | Foso            |